# Freiheit in Krähwinkel
Personnages
- Le maire et doyen de Krähwinkel
- Sperling Edler von Spatz
- Rummelpuff, commandant des soldats de Krähwinkel
- Pfiffspitz, rédacteur du Krähwinkler-Zeitung
- Eberhard Ultra, son collaborateur
- Reakzerl Edler von Zopfen, le secrétaire du maire
- Frau von Frankenfrey, une riche veuve
- Sigmund Siegl, Willibald Wachs, des officiers de réserve
- Frau Klöpfl, une veuve
- Franz, un serveur
- Klaus, un employé communal
- Emerenzia, sa femme
- Cecilie, sa fille
- Le veilleur
- Walpurga, sa fille
- Pemperl
- Schabenfellner
- Frau Pemperl
- Frau Schabenfellner
- Babett, la fille de Frau Pemperl
- Frau von Schnabelbeiss
- Adele sa fille
- Eduard, le majordome de Frau von Frankenfrey

Freiheit in Krähwinkel (en français, Liberté à Krähwinkel) est une pièce avec chant en deux parties (1re partie : Die Revolution, La Révolution en deux actes ; 2e partie : Die Reaktion, La Réaction, en un acte) de Johann Nestroy avec une musique de Michael Hebenstreit.
La pièce traite de la Révolution autrichienne de 1848 en même temps qu'elle a lieu.

## Synopsis
Les nouvelles de la Révolution qui se déroule à Vienne ravissent les citoyens mais choquent les notables. Les rédacteurs se plaignent de la censure, Ultra pourrait être nommé censeur, ce à quoi il s'oppose.
Les citoyens envisagent le soulèvement, mais pour l'instant leur chahut ne fait que donner des cauchemars au maire.
Ultra se déguise en rédemptoriste, en ambassadeur de Russie ou en commissaire européen de la liberté et l'égalité puis finalement en excellence de Vienne en fuite (allusion à Metternich). Ces déguisements ont pour but de révéler les machinations réactionnaires et les subterfuges du maire manipulé par Mme von Frankenfrey. Les soldats de Rummelpuff pourraient réprimer la première manifestation, mais les femmes et les filles de Krähwinkel déguisées en étudiants font fuir tous les réactionnaires.

## Histoire
Nestroy se fait railler pour sa dernière pièce Die lieben Anverwandten donnée le 21 mai 1848 à cause d'un couplet évoquant le Parlement de Francfort, le public viennois demande des excuses avec véhémence. Freiheit in Krähwinkel est donc une réhabilitation pour Nestroy et Carl Carl, le directeur du Carltheater.
Il n'y a pas d'inspiration claire pour cette pièce, mais on retrouve des points communs avec les personnages du conte Die falsche Primadonna d'Adolf Bäuerle et de la pièce Die deutschen Kleinstädter d'August von Kotzebue, laquelle s'inspire de la comédie française La petite Ville de Louis-Benoît Picard.
Nestroy décrit dans cette pièce son consentement à la révolution, ainsi que son scepticisme sur les protagonistes, les partisans comme les adversaires. Dans cette farce, on voit les personnages de Rummelpuff, Pfiffspitz et Klaus présents dans des pièces antérieures.
Quelques événements importants de la révolution à Vienne qui ont eu lieu avant fin juin sont traités dans la pièce : le discours d'Ultra parodie le discours d'Adolf Fischhof au Palais Niederösterreich. Dans son rêve, le maire évoque l'éclatement de la révolution le 13 mars et la répression du 15 mai ainsi que la faiblesse à venir de la révolution. Cette séquence du rêve est enlevée dès la deuxième représentation à cause des protestations de public. Le rôle important des étudiants (repris par Nestroy par les femmes et les filles, car il n'y a pas d'université à Krähwinkel) est respecté face à la garde nationale et à Alfred de Windisch-Graetz.
Lors de la première, Nestroy joue Ultra et Wenzel Scholz Klaus.
Pendant la pause estivale à Vienne, Nestroy fait une tournée à Graz (du 3 au 7 août), Budapest (du 10 au 15 août), Brno (du 17 août au 21), Prague (du 23 au 28 août), Leipzig (du 31 août au 4 septembre), Hambourg (du 7 au 9 septembre) et Linz (14 et 15 septembre).
La dernière représentation a lieu le 4 octobre à Vienne. La révolte viennoise est terminée le 6.

## Source de la traduction
- (de) Cet article est partiellement ou en totalité issu de l’article de Wikipédia en allemand intitulé « Freiheit in Krähwinkel » (voir la liste des auteurs).